# Gouvernement militaire de Barcelone
Le Gouvernement Militaire de Barcelone est une institution militaire de l'Armée espagnole, dépendante du Ministère de la Défense, située dans la ville de Barcelone.
Il est hébergé dans un bâtiment néo-classique du XXe siècle, situé sur la place du Portal de la Paix (district de Ciutat Vella), le long du Paseo de Colon, face au fameux monument à Christophe Colomb.

## Histoire

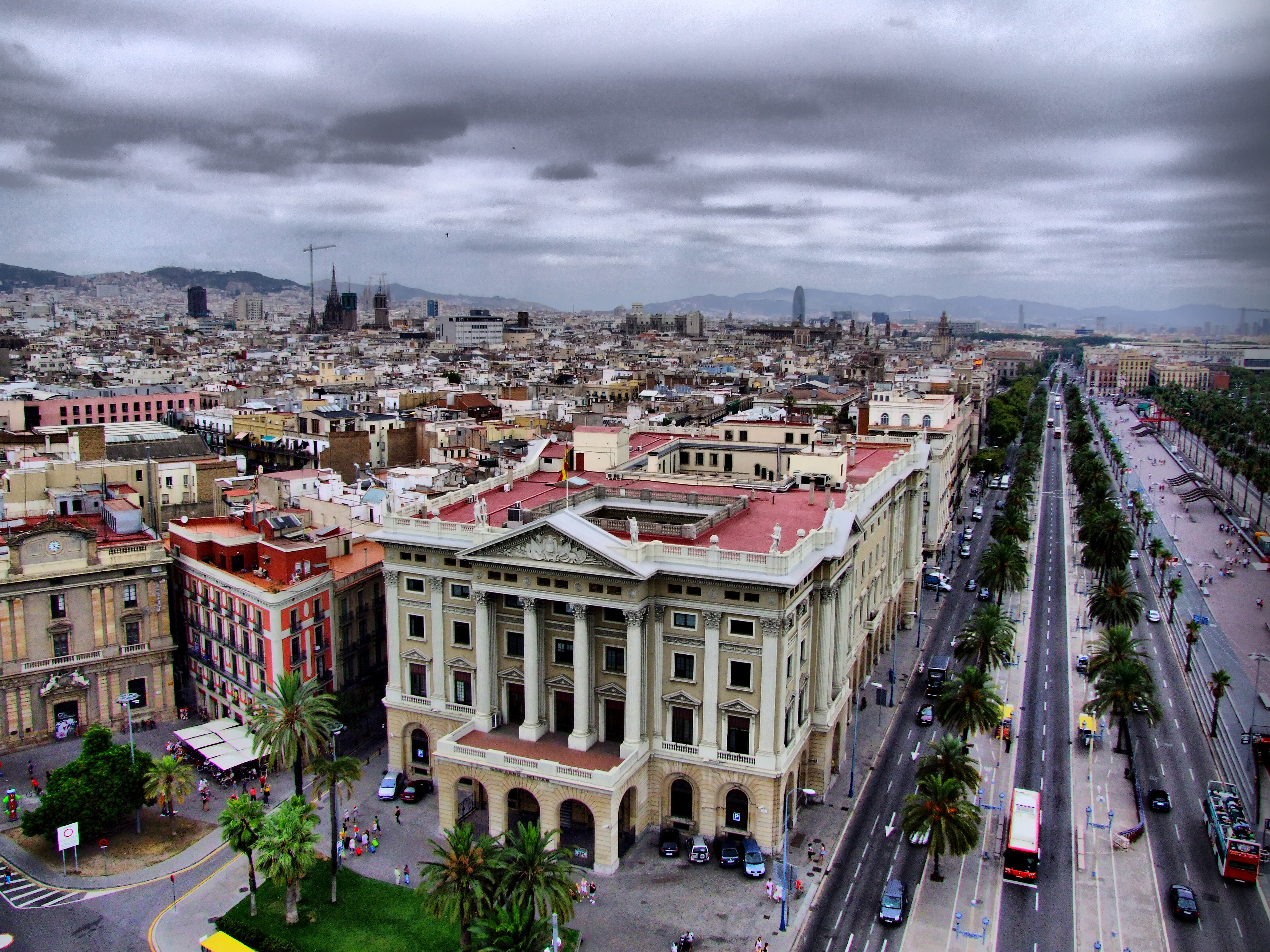
Le Gouvernement Militaire le long du paseo de Colón

Le Gouvernement Militaire a été institué au XIXe siècle, après l'implantation par les nouvelles autorités libérales de la figure du gouverneur civil. Il en a été créé un dans chaque capitale de province, qui commandait toutes les troupes du territoire.

## Le palais

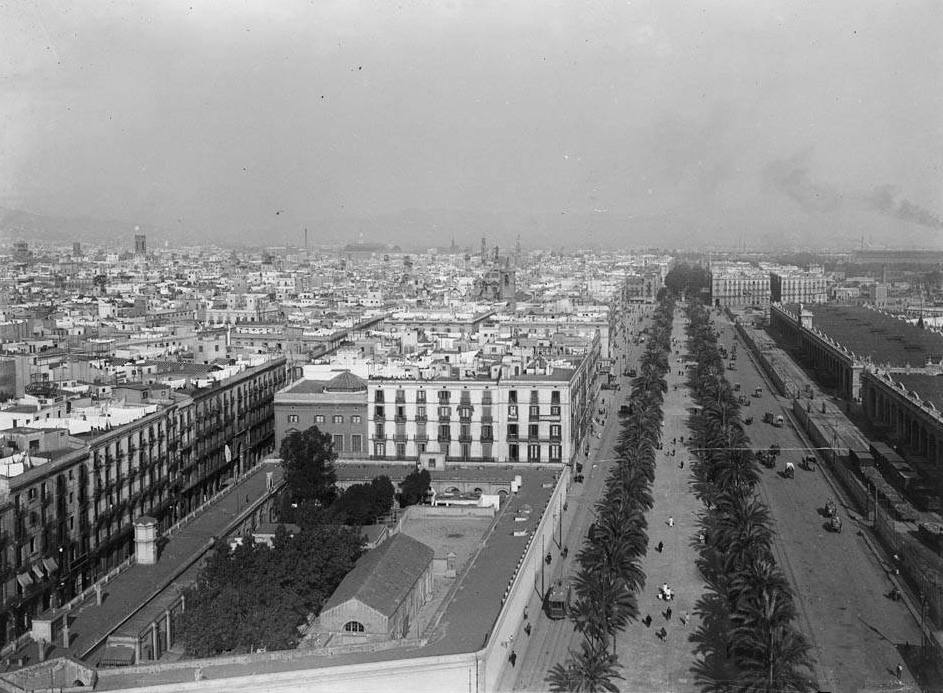
Ancien Parc d'Ingénieurs, situé à l'emplacement de l'actuel Gouvernement Militaire (en bas à gauche)

Le palais était initialement un bâtiment modeste de plan bas et avec une cour ouverte intérieure connu sous le nom de Parc d'Ingénieurs (1855), qui a été détruit en 1927 et remplacé par l'actuel Gouvernement Militaire.
De style néoclassique, il rappelle le théâtre de la Scala de Milan et le bâtiment du Ministère de l'Agriculture de Madrid, bien que son inspiration directe provienne du palais de la Loge de mer de Barcelone, également néoclassique et située à l'autre bout de la promenade de Colón,. Sa construction s'est prolongée jusqu'en 1932.

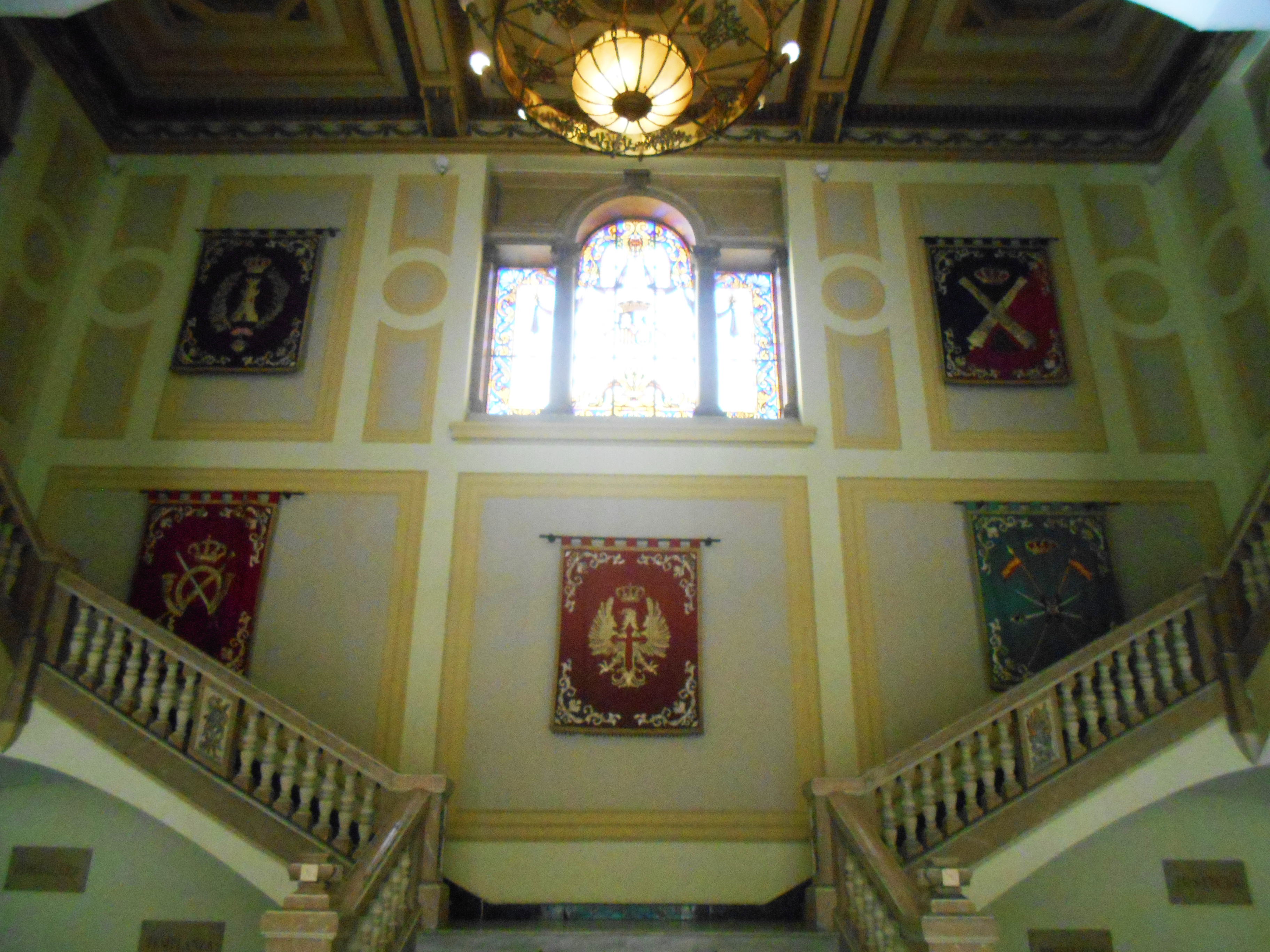
Escalier d'honneur

Sa façade principale donne à la place du Portal de la Paz, qui doit son nom à une des anciennes portes de la muraille médiévale de la ville, détruite en 1878. Son décor classiciste est caractéristique du monumentalisme propre aux bâtiments officiels de l'époque.
Pendant la Guerre d'Espagne le bâtiment a souffert des bombardements du parti national, et en 1939 ont été effectués divers travaux de restauration. A alors été ajouté un nouveau bouclier sur le fronton de la façade principale.

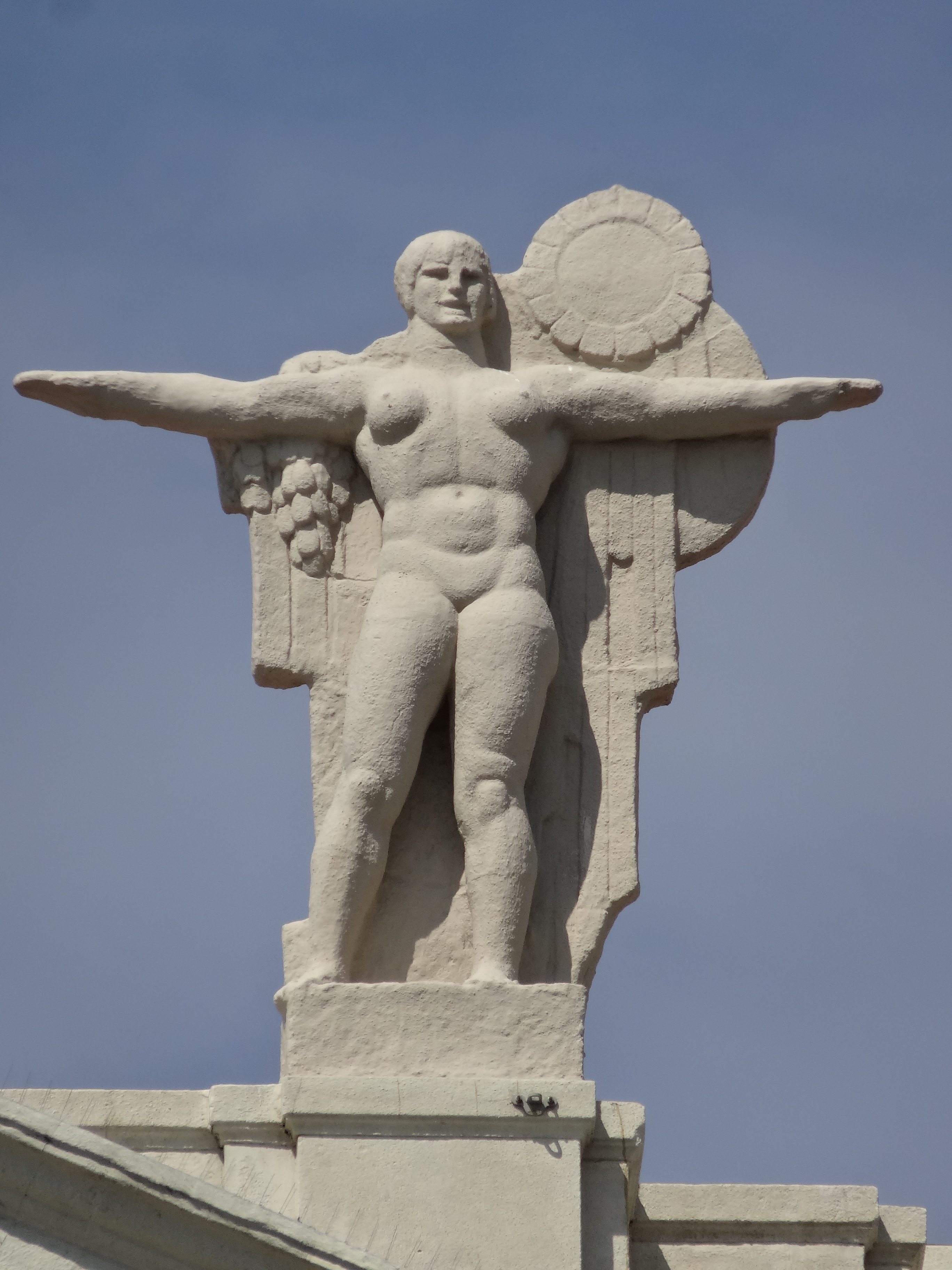
La vie
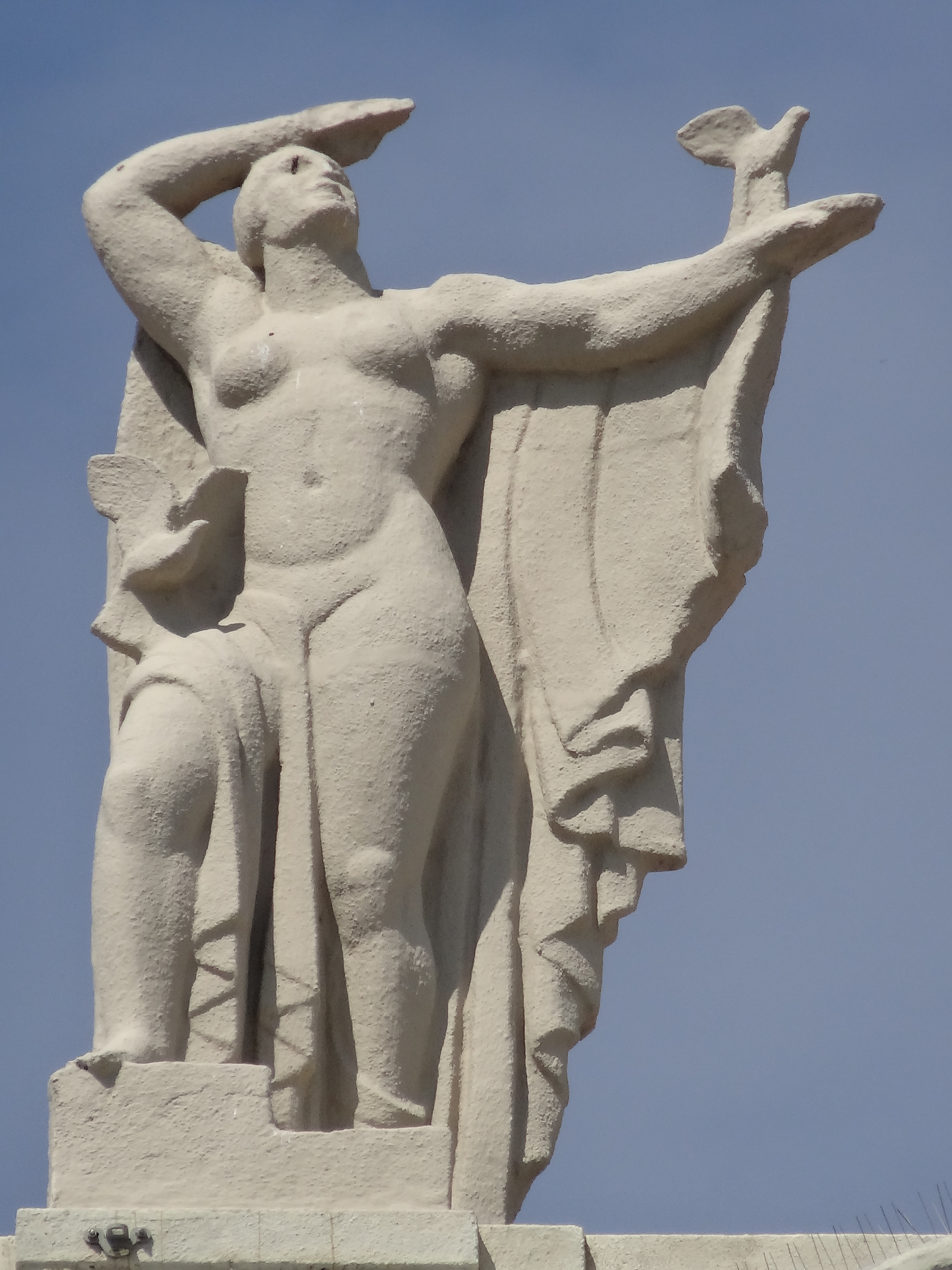
La liberté
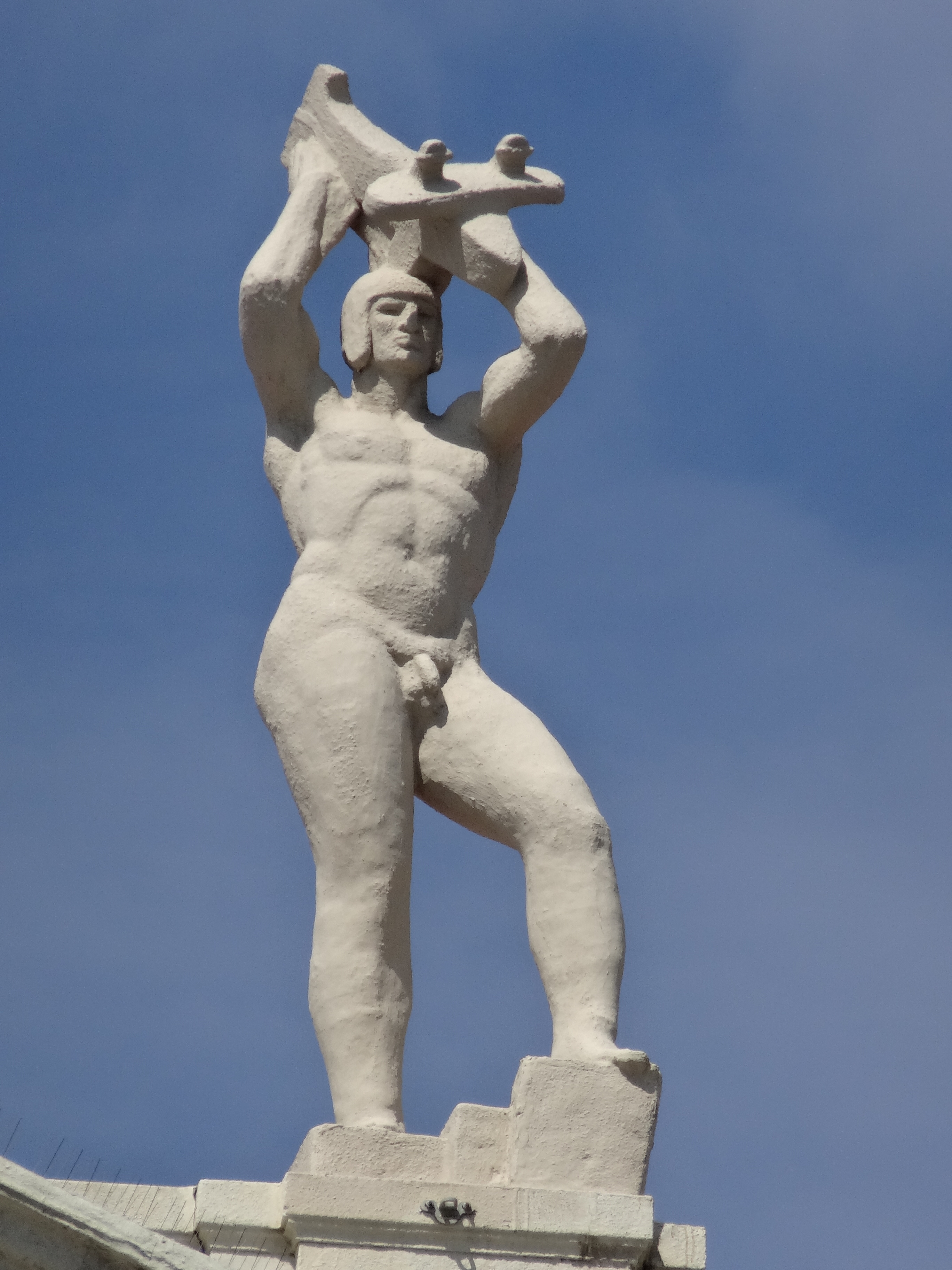
Dédale
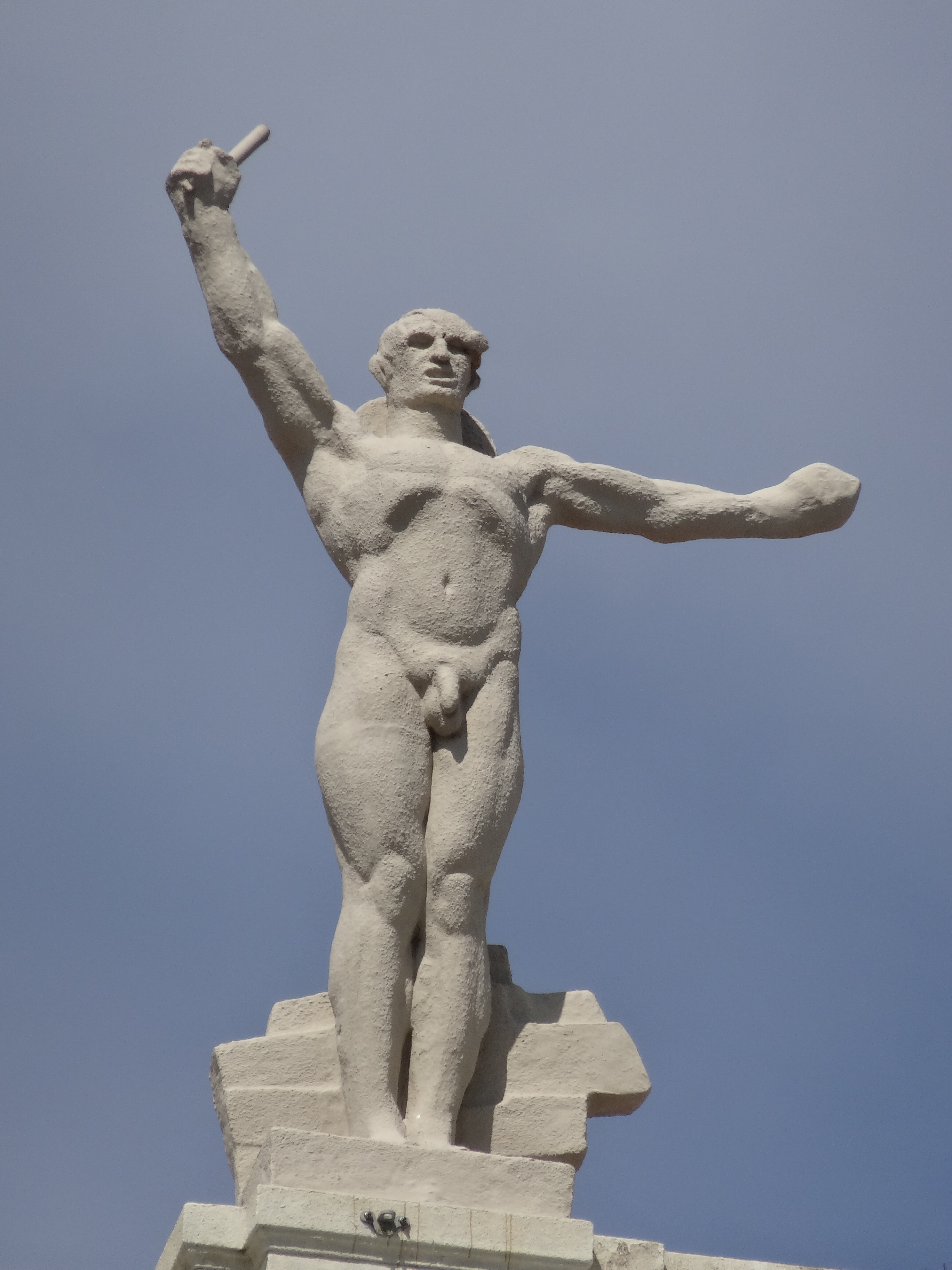
La Marine
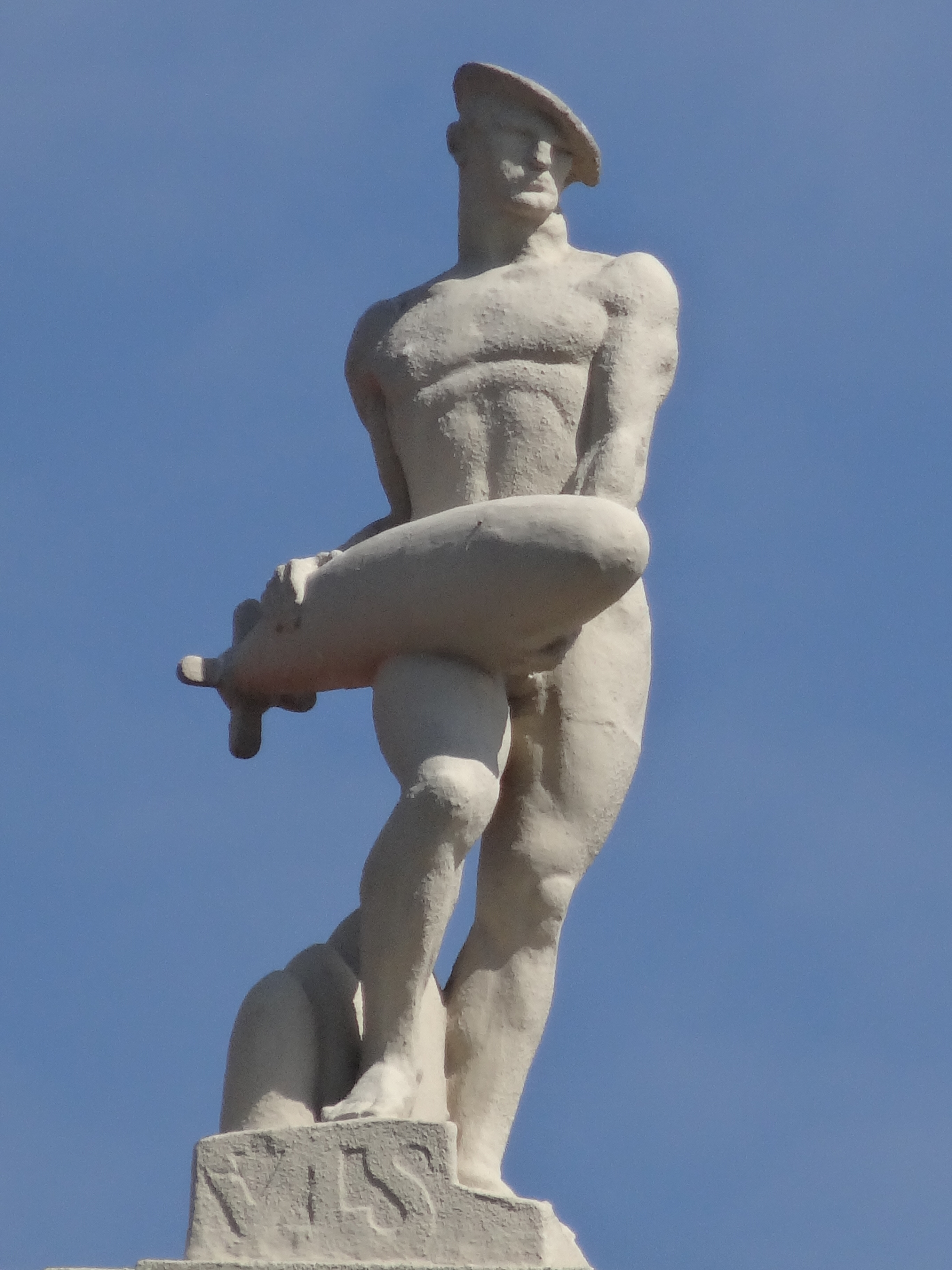
La Force
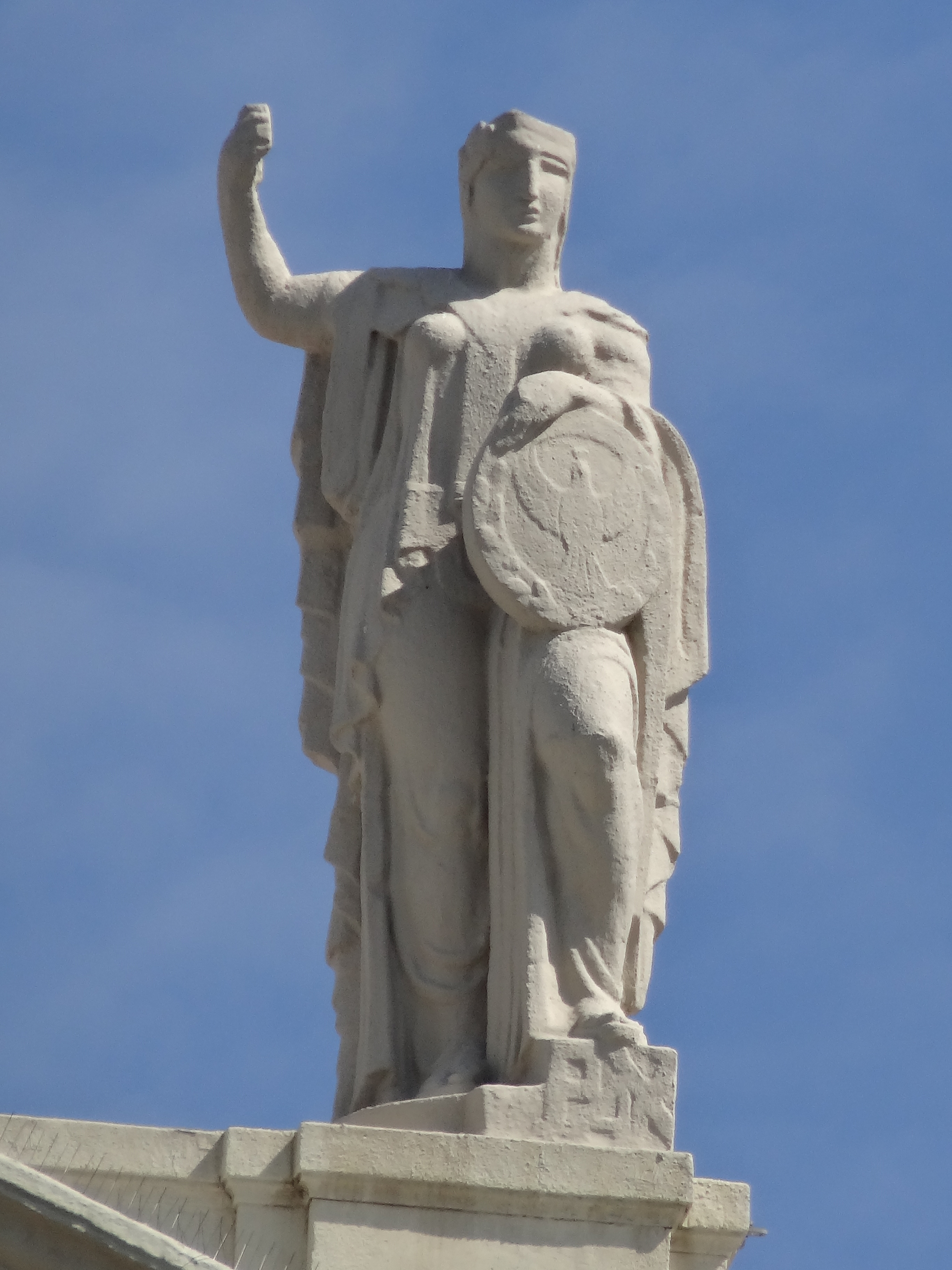
La paix
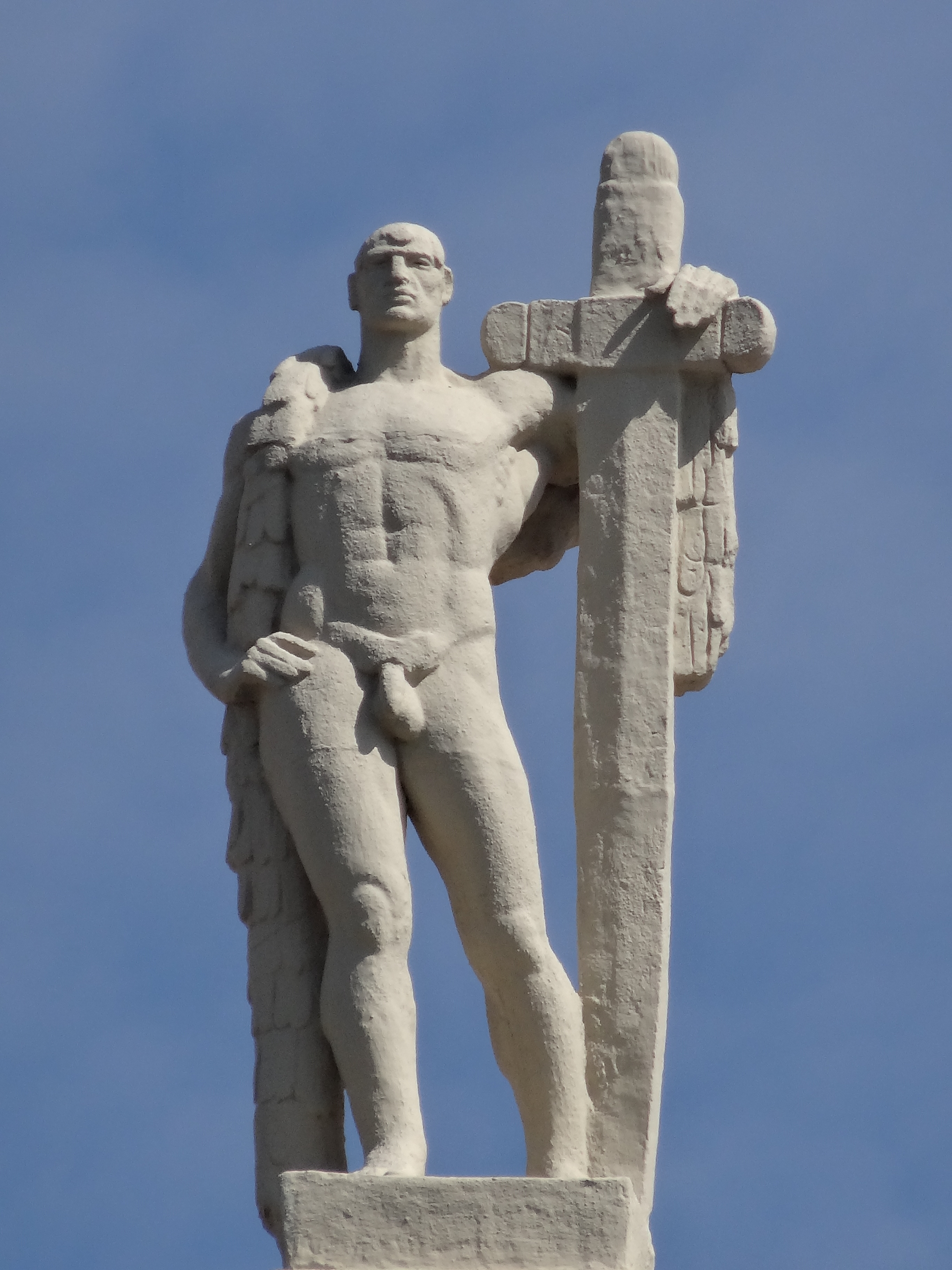
Le Héros
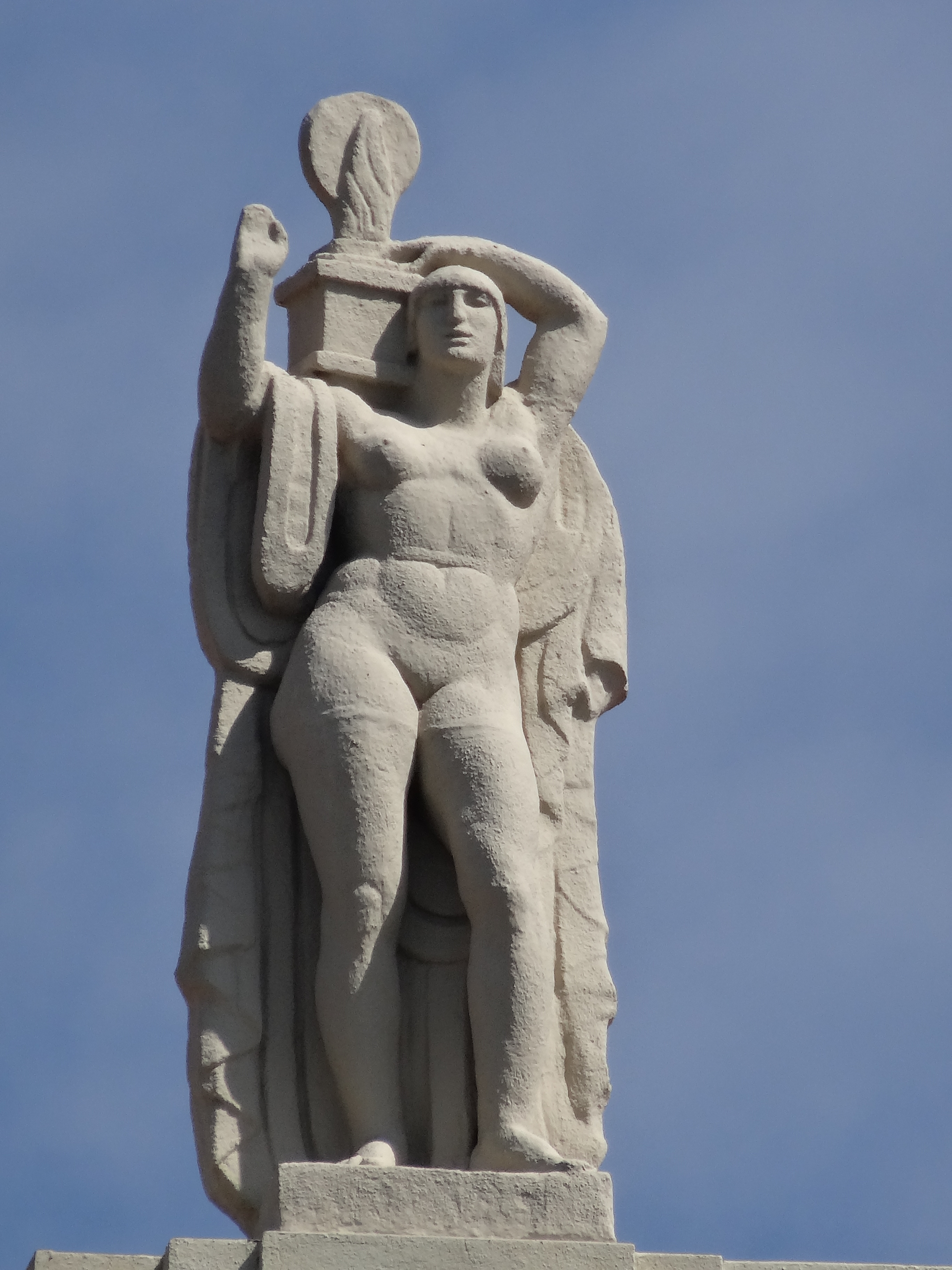
L'Autel de la patrie